# Quang Trung, Uông Bí
Quang Trung là một phường thuộc thành phố Uông Bí, tỉnh Quảng Ninh, Việt Nam.
Phường Quang Trung có diện tích 21,8 km², dân số năm 1999 là 17065 người, mật độ dân số đạt 783 người/km².